# Farrea infundibuliformis
Farrea infundibuliformis är en svampdjursart som beskrevs av Carter. Farrea infundibuliformis ingår i släktet Farrea och familjen Farreidae. Inga underarter finns listade i Catalogue of Life.